# Renaat Roels
Renaat Roels (Dendermonde, 14 september 1932) is een Belgisch socioloog en emeritus hoogleraar.

## Levensloop
Renaat Roels studeerde aan de Rijksuniversiteit Gent, waar hij doctor in de sociale wetenschappen werd. Hij werkte na zijn studies als wetenschappelijk onderzoeker en hoogleraar aan de Vrije Universiteit Brussel. Van 1964 tot 1995 was hij directeur van het Centrum voor Andragogisch Onderzoek.
In 1959 trad Roels in dienst als cursusleider en stafmedewerker bij de Stichting Lodewijk de Raet. In mei 1968 volgde hij er Maurits van Haegendoren als voorzitter van de raad van bestuur op, een functie die hij uitoefende tot 1998. Van 1998 tot 2006 was hij voorzitter van de vzw De Wakkere Burger. Roels zette zich in het sociaal-cultureel werk voor Vlamingen in Brussel in. Zo was hij onder meer:
- voorzitter van de sociaal-culturele raad van Ganshoren
- lid van de raad van bestuur van de Agglomeratieraad van het Sociaal- Cultureel Werk te Brussel
- ondervoorzitter van de Commissie van Advies inzake Methodisch Opbouwwerk
- lid van de Commissie van Advies tot bevordering van het Nederlandstalig Cultuurleven Hoofdstad- Brussel
- lid van de Kultuurraad voor Vlaanderen
- lid van het dagelijks bestuur van de Stichting voor de Culturele Integratie van Noord en Zuid
- redactielid van het Vlaams-Nederlandse tijdschrift Vorming

Op 20 november 2006 werd Roels verkozen tot voorzitter van het Overlegcentrum van Vlaamse Verenigingen (OVV) ter opvolging van Boudewijn Bouckaert. In januari 2009 werd hij opgevolgd door Huguette De Bleecker.

## Selecte bibliografie
- Het sociaal-cultureel vormingswerk in Vlaanderen, 1966.
- Situatie en problematiek van het Nederlandstalig socio-cultureel verenigingsleven in Hoofdstad- Brussel, rapport voor de Kultuurraad voor Vlaanderen, 1966.
- Inventaris Nederlandstalig socio-cultureel verenigingsleven in Hoofdstad-Brussel, 1967.
- Beschrijvende inventaris-volksontwikkelings- en vormingswerk met volwassenen in Vlaanderen, 1967.
- Gemeente en Cultureel Werk, 1971.
- Het Sociaal- Cultureel Werk in Vlaanderen, 1992.